# Hugo von Wiedenfeld
Hugo Ritter von Wiedenfeld (* 3. April 1852 in Wien; † 27. Januar 1925 in New York City) war österreichischer Architekt.

## Leben

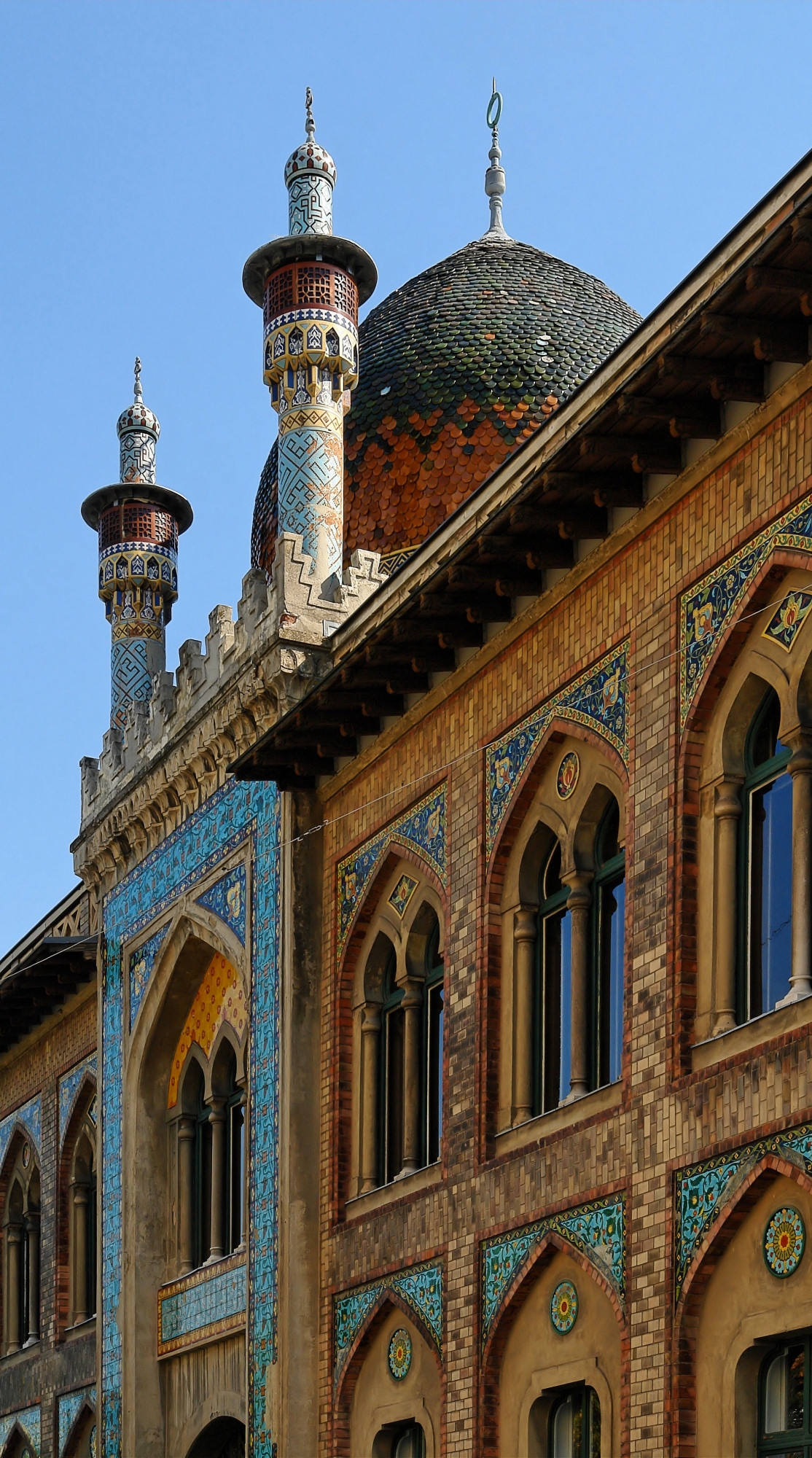
Insektenpulverfabrik Zacherl

Er entstammte einer schlesischen Beamten- und Unternehmerfamilie und war der Sohn des Hof- und Gerichtsadvokaten Eduard von Wiedenfeld († 1892) und der Pauline Karnicki (1827–1852). Seine Mutter starb noch im Kindbett am 7. April 1852.
Wiedenfeld studierte an den Technischen Hochschulen Wien und Aachen und war in der Folge sechs Jahre lang als Bauleiter der Wiener Union-Baugesellschaft tätig. Zu seinen Arbeiten in Wien zählen u. a. der Türkische Tempel und die Untersuchungsanstalt für Lebensmittel (beide 1885–87), die Insektenpulverfabrik Zacherl (1892/93) und 1894 die Villa Carola auf dem Kahlenberg. Wiedenfeld war von 1885 bis 1896 Mitglied des Künstlerhaus Wiens.
Wiedenfeld heiratete 1882 Wilhelmine Anna Eisler (* 1856), doch wurde die Ehe wieder geschieden. Das Ehepaar hatte die Kinder Erich Hugo (1881–1916), Elsa (* 1883) und Friederike (1885–1948). Außerdem hatte Wiedenfeld einen unehelichen Sohn.

## Orden und Ehrenzeichen
- Kaiserlich türkischer Mecidiye-Orden (1888)
- Königlich serbischer Takovo-Orden (1889)